# Философский зомби
Философский зомби (англ. philosophical zombie, также употребляются англ. p-zombie, англ. p-zed) — гипотетическое существо, идентичное человеку по физическому телу вплоть до элементарных частиц и кварков, но не имеющее сознания. Философский зомби неотличим от человека за исключением того, что у него отсутствует сознательный опыт, квалиа (лат. qualia) или способность ощущать (англ. sentience). Когда зомби, например, колет себя острым предметом, то он не чувствует боли. В то же время он ведёт себя так, как будто действительно её чувствует (он может сказать «ай» и отскочить от раздражителя, или сказать нам, что он испытывает интенсивную боль), хотя у зомби фактически нет опыта боли, как у предполагаемого «нормального» человека. Он лишь повторяет человеческое поведение и реакцию на что-либо. Однако философский зомби намеренно пытается подражать человеку в болевом ощущении, поскольку последними воспоминаниями на клеточном уровне является тот момент, когда он был человеком и была боль; считая, что в случае воспроизведения последнего болевого ощущения и получения последнего прижизненного опыта, он сможет вернуть себе полноценную жизнь с чувствами и страстями.
Аргумент зомби — аргумент в философии сознания, основанный на понятии философского зомби и используемый в философских спорах и доказательствах. Чаще всего аргумент зомби применяется при критике физикализма, выступающего в формах материализма и бихевиоризма.
Существенная часть академических философов, занимающихся философией сознания, признают гипотетическую (вообразимую) возможность существования философского зомби, и такая «возможность» позволяет априорное утверждение о внефизической природе сознания, что является одной из форм эпифеноменализма.
Мало кто верит в фактическое существование зомби, но многие считают, что их можно, по крайней мере, помыслить (то есть они логически или метафизически возможны). Утверждается, что если зомби хотя бы минимально возможны, то физикализм ошибочен и необходимо признать некоторую дуалистичность (двойственность) этого мира. Именно в этом выводе большинство философов видит главную заслугу теории зомби. Вместе с тем она также интересна своими предположениями о природе сознания и о связи материального (физического) и духовного (феноменального), а использование идеи зомби в критике физикализма поднимает более общие вопросы об отношениях мыслимого (англ. imaginability), представимого (англ. conceivability) и возможного (англ. possibility). Наконец, идея зомби подводит исследователей к такой трудной проблеме теории познания, как проблема «других умов» (англ. «other minds» problem).

## Типы «зомби»
«Пи-зомби» (англ. p-zombie) использовались, прежде всего, в качестве доводов против определённых типов физикализма, в частности, бихевиоризма. Согласно бихевиоризму, ментальные состояния существуют исключительно с точки зрения поведения. Так, вера, желание, мышление, сознание и так далее — суть просто определённые виды поведения или склонность к ним. Тогда получается, что пи-зомби, который поведенчески неотличим от «нормального» человека, но испытывает недостаток в сознательном опыте, в соответствии с позицией бихевиоризма как существо логически невозможен. Это объясняется строгой зависимостью в происхождении сознания от поведения. Исходя из вышесказанного, можно сделать вывод, что обращение к интуиции о существовании описанного таким образом пи-зомби подкрепляет аргумент о ложности бихевиоризма.
Бывает несколько типов «зомби». Они различаются по степени сходства с «нормальными» человеческими существами и применяются в разных мысленных экспериментах следующим образом.
- «Поведенческий зомби» (англ. behavioral zombie) поведенчески неотличим от человека и всё же не имеет никакого сознательного опыта.
- «Неврологический зомби» (англ. neurological zombie) имеет, на этом акцентируется внимание, человеческий мозг и в иных отношениях физически неотличим от человека; однако, у него нет никакого сознательного опыта.
- «Бездушный зомби» (англ. soulless zombie) не имеет души, но в остальном полностью похож на человека; это понятие используется, чтобы выяснить, что могла бы означать душа.
- «Интеллектуальный зомби» (i-зомби). Философские i-зомби учатся всему, что можно наблюдать, и, так как они не заполучили, по тем или иным причинам, умение рефлексировать, думать, ведь интеллектуальная работа ненаблюдаема, значит, освоить её они не могут, но анализировать текст, речь и выявлять логические ошибки всё же можно научиться без рефлексии, достаточно использовать текст и речь собеседника, ведь их можно видеть или слышать.
- «Эволюционный зомби» (англ. evolutionary zombie или evo-zombie) имеет незначительно отличающуюся от обычного человека физиологию и поведение. Возможность существования эво-зомби потенциально опровергает теорию эволюции, так как становится неясным эволюционное преимущество наличия субъективного опыта (квалиа), ведь эво-зомби также хорошо приспособлены к окружающей среде, как и обладающие квалитетным сознанием люди.

Однако «философский зомби» прежде всего рассматривается в контексте аргументов против физикализма (или функционализма) вообще. Таким образом, под пи-зомби, как правило, понимается существо, которое физически неотличимо от «нормального» человека, но испытывает недостаток в сознательном опыте (точнее, в философски-феноменальных ощущениях; имеется определённая проблема с тем, чтобы указать, что это вообще такое). Вопреки представлению, что материалисты (те, кто утверждает, что ментальные состояния объясняются физиологией) должны каким-то образом утверждать, что философские зомби логически или метафизически невозможны либо немыслимы (но не фактически невозможны, так как оппоненты материализма обычно соглашаются с тем, что философские зомби физически невозможны — что, в свою очередь, есть ошибочное приписывание, см. далее) — другие материалисты утверждают, что на самом деле позиция материализма заключается в том, что наш мир — это мир философских зомби, что люди в нашем мире как раз и являются философскими зомби, то есть в том, что философски-феноменальные свойства ощущений или сознание-как-таковое (consciousness itself) встречаются нигде.

## «Зомби» и физикализм
Крипке

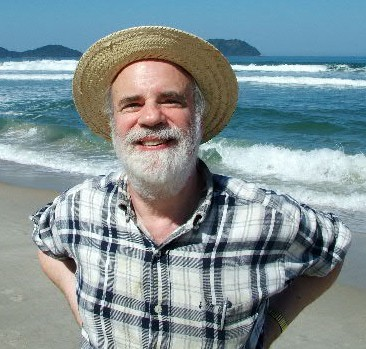
Сол Крипке

Способ наглядно продемонстрировать слабые места физикализма — обратиться к некоторым идеям американского аналитического философа Сола Крипке, изложенным в его работе «Именование и Необходимость» (1972).
Вообразите Бога, пишет Крипке, создающего мир и решающего сотворить всю физическую вселенную согласно полному определению (обозн. P) исключительно в физических выражениях. P описывает, во-первых, размещение и состояние элементарных частиц повсюду в пространстве и времени и, во-вторых, законы, управляющие их поведением. Теперь встаёт вопрос: создав чисто физическую вселенную согласно этой спецификации, должен ли был Бог сделать что-то ещё для обусловливания существования человеческого сознания? Положительный ответ на этот вопрос подразумевает, что в отношении сознания имеется нечто большее, чем просто физические факты, из которых оно могло бы выводиться. Такой ответ означает дуализм. Так как сознание требует нефизических свойств в строгом смысле, а подобного рода свойства не существовали бы в чисто физическом мире, то это был бы мир зомби. Физикалисты, с другой стороны, приняли решение ответить на вопрос отрицательно. Тогда они должны сказать, что, устанавливая чисто физические факты в соответствии с P, Бог таким образом установил все умственные факты об организмах, существование которых предусмотрено P, включая факты о мыслях людей, чувствах, эмоциях и событиях.
Очевидно, что физикалисты верны представлению, что физический мир, определённый P, есть единственно истинный порядок вещей, при этом все другие истинные утверждения — альтернативные способы говорить о том же самом мире. В этом смысле физикалисты должны считать, что факты сознания «следуют» за физическими фактами, и что миры зомби «невозможны». Поэтому доказательство возможности существования зомби покажет, что умственные факты не следуют за физическими фактами: то, что мир зомби возможен, а физикализм ошибочен .
Формализуется аргумент следующим образом. В формулировке Крипке:
Пусть «p» обозначает боль, а «c» обозначает возбуждение C-волокон.
1. «p = c» кажется случайным.
2. Если «p = c» кажется случайным, то существует мир с неким персонажем в такой эпистемической ситуации, качественно идентичной моей, в которой соответствующее «p = c» утверждение ложно.
3. Если существует мир с персонажем в эпистемической ситуации, качественно идентичной моей, в котором утверждение, соответствующее «p = c», ложно, то существует мир, в котором «p = c» ложно.
4. Если существует мир, в котором «p = c» ложно, то «p = c» ложно.
5. 'p = c' ложно.

Крипке не очень много говорит о кажущейся случайности утверждения, но он говорит, что это согласуется с тем ощущением, что утверждение могло оказаться ложным. Чалмерс предлагает отождествить это с чем-то вроде первичной позитивной мыслимости отрицания этого утверждения («боль = возбуждение С-волокон»). Модальность «существует мир с неким персонажем в такой эпистемической ситуации, качественно идентичной моей, в которой утверждение приобретает такой-то характер» обозначается как «возможность по Крипке» (К-возможность), из которой делается переход к модальности «возможно» (в смысле «первично возможно», то есть в некотором роде «априорно возможно» см. ниже развитие аргумента).
В доработанной формулировке Чалмерса модальный аргумент, предложенный Крипке, выглядит так:
1. '~ (p = c)' 1-мыслимо
2. Если '~ (p = c)' 1-мыслимо, 'p = c' K-возможно.
3. Если '~ (p = c)' K-возможно, '~ (p = c)' возможно.
4. Если '~ (p = c)' возможно, 'p = c' ложно.
5. 'p = c' неверно.

Чалмерс
Однако аргумент зомби (также называемый «аргумент мыслимости») против физикализма вообще был наилучшим образом применён и подробно развит Дэвидом Чалмерсом в «Сознающем уме» (1996). Согласно Чалмерсу, можно когерентно (связанно) вообразить цельный мир зомби: мир, физически неотличимый от нашего мира, но полностью лишённый сознательного опыта. В таком мире двойник каждого существа, которое сознательно в нашем мире, был бы «пи-зомби». Структура версии Чалмерса «аргумента зомби» может быть обрисована в общих чертах следующим образом:
1. Если физикализм верен, то невозможно существование мира, в котором все физические факты — те же самые, что и таковые в действительном (нашем) мире, но в котором есть ещё и дополнительные факты. Это потому, что согласно физикализму, все факты полностью определены физическими фактами; таким образом, любой мир, который физически неотличим от нашего мира, полностью неотличим от нашего мира.
2. Но есть возможный мир, в котором все физические факты — те же самые, как в действительном мире, но в котором есть ещё дополнительные факты. (Например, возможно, что есть мир, точно как наш в каждом физическом отношении, но в нём все испытывают недостаток в определённых психических состояниях, а именно, любые феноменальные события или qualia. Люди там смотрят и действуют точно так же, как люди в фактическом мире, но они ничего не чувствуют; когда, например, в кого-то удачно стреляют, то последний кричит от боли, как будто он её в самом деле чувствует, но это совсем не так).
3. Поэтому физикализм ложен. (Заключение следует по modus tollens: {\displaystyle {\frac {P\to Q~,~~\neg Q}{\neg P}}})

Более точно
1. P&¬Q мыслимо
2. Если P&¬Q мыслимо, то P&¬Q метафизически возможно
3. Если P&¬Q метафизически возможно, то материализм ошибочен.
4. Материализм ошибочен

Или, подставив вместо отрицания эквивалентное утверждение, и в явном виде записав описываемую Чалмерсом позицию материализма:
1. P&¬Q мыслимо
2. Если P&¬Q мыслимо, P&¬Q метафизически возможно
3. Если материализм, соглашающийся, что в нашем мире есть философские квалиа, верен, то P&¬Q метафизически невозможно
4. Материализм, соглашающийся, что в нашем мире есть философские квалиа, ошибочен

Такой результат аргумента (независимо от самого аргумента, о котором могут продолжать спорить) принимается по крайней мере некоторыми материалистами в философии сознания (такими, как Деннетт (см. соответствующий раздел ниже) и Франкиш).
В более короткой форме аргумент может быть представлен как:
1. ph-зомби вообразимы
2. Всё, что вообразимо, — возможно
3. Следовательно, ph-зомби возможны.

Или
1. Вполне мыслимо, что P истинно, а Q не истинно.
2. Если мыслимо, что P истинно, а Q не истинно, то метафизически возможно, что P истинно, а Q — нет.
3. Если метафизически возможно, что P истинно, а Q не истинно, тогда физикализм ложен.
4. Следовательно, физикализм ложен.

Здесь «Р» обозначает «все микрофизические факты о мире» (предполагается различие физических фактов о мире на «микро» и «макро» физические или на «узкие» и «широкие»; «узкие» или «микро» это масса, которая есть масса в этом мире; заряд, который есть заряд в этом мире, любая функция так, как она есть в этом мире. А «широкие» или «макро» физические факты — это «масса как концепция», независимо от того, как она реализована в каком-то конкретном мире (отсылка к мысленным опытам Хилари Патмэна, где рассматривались сценарии миров, где «вода не является водой» и т. п.). «Q» — означает наличие философских квалиа, то есть нефизических ощущений; не наблюдаемых никем, кроме одного субъекта; при этом доступных ему посредством самих этих ощущений, либо посредством безошибочной интроспекции; не связанных ни с какими физическими стимулами или функциями организма. «Мир, в котором есть философские зомби» равносильно «мир, в котором есть все те же Р, но отсутствуют Q», то есть «P&¬Q».
Чалмерс предусматривает для критиков такого аргумента (то есть материалистов) две возможности контраргументации: спорить с предпосылкой, что «P&¬Q мыслимо», или спорить с предпосылкой «если P&¬Q мыслимо, P&¬Q метафизически возможно». Действительно, некоторые философы разворачивают критику в этих направлениях. Однако, Чалмерс не упоминает возможности для других направлений критики или принятия со стороны материалистов, которые также имеют место: можно спорить со скрытой предпосылкой, что «в нашем мире есть Q», или со скрытой предпосылкой, что «P не вызывает Q» (или что «Q не часть P» — эти возможности появляются из-за неоднозначности при использовании терминов «сознание», «квалиа», «феноменальное сознание» и пр.; очевидно, оспорить эту предпосылку проблематично, если она является частью определения Q, как это описано выше — однако, определение того, что считать Q и каковы его свойства также остаётся предметом критики и споров), или можно принять результат, что «материализм, утверждающий, что в нашем мире есть P&Q (то есть что люди — не философские зомби), — ошибочен». Также, Чалмерс по-видимому, полагает, что достаточно обосновал переход между модальностями «мыслимо» («вообразимо», а точнее — «идеально отрицательно мыслимо», которую он использует) и «возможно» и достаточно определил само содержание этих модальных понятий, и не предусматривает критику этих вещей как возможную — однако, такая критика тоже имеет место.
Аргумент кажется логически действительным, поскольку оно напоминает по форме modus tollens, а для последнего если посылки верны, то и заключение должно быть верным. Аргумент может казаться логически корректным, если рассматривать его в виде формальной логической записи (Если А, то Б; неверно, что Б — следовательно, неверно, что А) — не вдаваясь при этом ни в значение того, что помещено под буквы, ни в обоснованность такого размещения и приписывания истинности/ложности, ни в тип используемой импликации (связанный с содержанием используемых положений, см. ниже про контрфактические допущения), ни в использование модальностей в ходе аргумента, ни в переходы между модальностями, ни в скрытые предпосылки. Например, относительно посылки 2: такой мир зомби действительно возможен? Чалмерс заявляет, что «несомненно кажется, что изображена логически согласованная ситуация; я не могу разглядеть противоречие в описании». Поскольку такой мир является мыслимым, Чалмерс утверждает, что он возможен; и если такой мир возможен, то физикализм ошибочен. Чалмерс спорит исключительно по поводу логической возможности, и он считает, что это всё, чего требует его аргумент. Он заявляет: «Зомби, вероятно, не возможны в природе: они, вероятно, не могут существовать в нашем мире с его естественными законами».
Это приводит к следующим вопросам: например, в каком значении используется здесь понятие «возможность»? Некоторые философы утверждают, что соответствующий данному вопросу вид возможности не столь слаб, как логическая возможность. Они считают, что, несмотря на логическую возможность мира зомби (то есть нет никакого логического противоречия ни в каком полном описании ситуации), такое слабое понятие нерелевантно (не соответствует) анализу метафизического тезиса наподобие физикализма. Большинство философов соглашается, что соответствующее понятие возможности — это, своего рода, метафизическая возможность. Что выдвигающий требования «аргумента зомби» есть тот единственный, кто может сказать, сидя в кресле и используя исключительно силу разума, что вся эта ситуация с зомби метафизически возможна. Чалмерс заявляет: «От представимости зомби сторонники аргумента выводят свою метафизическую возможность». Чалмерс утверждает, что этот вывод от представимости до метафизической возможности не полностью допустим, но он вполне допустим для таких феноменальных понятий, как сознание. Фактически, согласно Чалмерсу, то, что логически возможно, также, в данном случае, возможно метафизически потому, что касается сознания (хотя не было бы возможно метафизически, если бы речь шла о других вещах).

### Дальнейшее развитие аргумента
Используя свой аргумент ph-зомби, Д. Чалмерс проводит обобщение аргументов против материализма и предлагает «генератор» таких аргументов. Все они имеют схожую структуру, строятся в рамках логики модальностей и семантике множественных миров Крипке, все они строятся как разновидность «„двумерного аргумента“ против материализма», и все они основываются на использовании специально введённых модальностей «мыслимо» и «метафизически возможно» (точнее, почти все — Чалмерс также использует вместо последней «возможно по Крипке» в одном из мест). Для обоснования использования модальностей таким образом, которым он их использует, Чалмерс специально разрабатывает разницу между различными видами мыслимости (конкретно, он вводит понятия негативной мыслимости и положительной мыслимости; а также понятия мыслимости на первый взгляд и идеальной мыслимости; а также понятия первичной мыслимости и вторичной мыслимости) и метафизической возможности (первичной и вторичной), и приводит некоторые доводы, чтобы убедить в правомерности переходов. Доводы, однако, остаются спорными. Как и сами определения модальных операторов «мыслимо» и «возможно». В частности, Чалмерс соглашается, что мыслимость положительная (способность детально вообразить и описать сценарий реализации заданной ситуации) проблематична в данных аргументах; и что мыслимость на первый взгляд (то есть оценки, ограниченные знаниями и навыками индивида, который рассуждает) не позволяют перейти к модальности «метафизически возможно». Однако, он настаивает на том, что неким образом может использовать для построения аргумента модальность «идеально мыслимо» (то есть, вообразимость контрфактического сценария, не ограниченная знаниями или навыками рассуждающего индивида) в сочетании с модальностью «отрицательно мыслимо» (то есть, в итоге — "идеально отрицательно мыслимо; отрицательной мыслимостью он называет оценку, указывающую на то, что индивид не имеет знаний, которые позволяли бы исключить воображённый им сценарий как противоречивый внутренне или противоречивый в свете внешних фактов; идеальной отрицательной мыслимостью он называет оценку, что контрфактический сценарий не может быть исключён даже в ходе некоего идеального рассмотрения в свете всех имеющихся у человечества знаний), которая может быть использована для перехода к модальности «метафизически возможно». Чалмерс не обсуждает, как введённые им модальности связаны с общепринятыми модальностями «логически возможно», «онтологически возможно», «логически необходимо» и «онтологически необходимо», хотя указывает, что его модальности «мыслимо» относятся к эпистемическим модальностям, а модальность «метафизически возможно» — к онтологическим (однако, традиционно понятие «онтологические модальности» тождественно понятиям «фактические», «физические», «эмпирические» и определяется не через способность кого-либо представить некий воображаемый сценарий, но через соответствие измеримым фактам либо известным научным законам). Общепринятой возможности такого перехода нет. Однако, Чалмерс развивает идею, что если ориентироваться на априорные суждения и вообразимость сценариев, и использовать двумерную семантику, то такой переход сделать можно.
Список модальных аргументов против материализма, которые Чалмерс рассматривает как имеющие ту же структуру с предложенным им аргументом зомби и обобщает в один «двумерный аргумент против материализма»:
- Аргумент мыслимости (без введения понятия ф-зомби)
- Аргумент знаний
- Аргумент дуализма свойств
- Аргумент представимости Декарта (отвергается Чалмерсом как некорректный на основе неправильного перехода между модальностями[8])
- Модальный аргумент Крипке (см. выше)
- Аргумент семантической стабильности Билера (в оригинальной версии Билера отвергается Чалмерсом на основе неправильного перехода между модальностями[8], но перестраивается в следующий вариант)
- Аргумент семантической нейтральности
- «Мастер-аргумент» Чалмерса[19]

Другие аргументы, имеющие подобную структуру:
- Аргумент супер-дегустаторов

Чалмерс описывает много проблем, которые «возникают у тех, кто отрицает возможность зомби», — однако находит решение таких проблем для тех, кто не отрицает возможность зомби. Надо отметить, что этих проблем также нет и для физикализма, утверждающего, что зомби возможны и люди ими являются (см. ниже).
Как отмечено выше, Чалмерс, развивая свой «двумерный модальный аргумент» против «физикализма», который принимает посылку о существовании нефизических квалиа, не рассматривает вариант физикализма, который эту посылку не принимает. Но кроме того, он также допускает ещё один сорт физикализма, который его аргумент не затрагивает. Он называет это «расселовским монизмом», это позиция, допускающая дуализм свойств посредством допущения, что физические свойства делятся на «структурные» и «внутренние» (приблизительно аналогичные вещам-в-себе по Канту, то есть некие сущности, стоящие за наблюдаемыми вещами и проявляющиеся в виде наблюдаемых вещей из какого-то иного бытия), и что эти «внутренние» физические свойства философски-феноменальны или «прото-философски-феноменальны» (что бы это ни значило, определённого значения не задано).
Однако, другой философ — Филипп Гофф — идёт дальше, и если Чалмерс использует параоптическую метафору сознания как несомненно верную, то Гофф возвращается к декартову призраку в машине и переформулирует аргумент Чалмерса против материализма таким образом (он называет это «призрачный аргумент против любого физикализма a priori»). Он предлагает вместо п-зомби («тела без разума», то есть с наблюдаемыми ощущениями, но без философских ощущений) вообразить философского призрака («разум без тела»). Призрака он описывает, как «чистый субъект опыта»: «существо, бытие которого исчерпывается его сознанием, то есть переживаем того, какого это, быть им»:125. Сознание при этом он определяет как «свойство быть чем-то таким, что есть что-то, что похоже на то, какого это, быть им», также он вводит для дальнейшего использования в ходе аргумента понятие «способ (режим, форма, mode) сознания»: «способ сознания — свойство быть чем-то таким, что оно похоже на то, какого это быть им, где „это“ выбирает полностью определённый способ быть субъектом опыта» (известная в фолк-психологии концепция «наблюдателя ощущения бытия»). Далее он доопределяет понятие «призрак» перечислением его свойств. Признак (1) осознан: то есть есть что-то, что похоже на это; (2) таков, что его способ сознания не зависит от какого-то более фундаментального свойства или свойств; и (3) не имеет никакого иного фундаментального свойства, кроме его способа сознания. Гофф утверждает, что описанный таким образом призрак во-первых, эквивалентен сознательному опыту Гоффа, а во-вторых, является «мыслимым» (вообразимым, не исключённым a priori как невозможный). После этого он переходит к, собственно, построению своего аргумента против любого «материализма»:
1. Призраки возможны (иначе, «когда мы достигаем конца декартова процесса сомнения, мы понимаем, что такое призрак»).
2. A priori физикализм влечет за собой концептуальную истину, согласно которой сознательные состояния по существу являются состояниями более высокого порядка (это концептуальная истина о том, что функциональные состояния должны реализовываться посредством более фундаментальных причинных процессов).
3. Если призраки мыслимы, то концептуальная истина не является концептуальной истиной о том, что сознательные состояния по сути являются состояниями более высокого порядка.
4. Заключение: a priori физикализм ложен.

Потом Гофф идёт ещё дальше и формулирует два («первый» и «второй») «призрачных аргумента против любого физикализма a posteriori», при этом он возвращается к Чалмеросовской модальной структуре аргумента с выводом некоей неопределённого характера «возможности» из некоей «мыслимости».
Первый из низ таков:
1. Призраки мыслимы (апостериорный физикалист должен согласиться с этой предпосылкой).
2. Если призраки мыслимы, то и призраки возможны.
3. Вывод 1: Призраки возможны.
4. Если призраки возможны, тогда мой способ сознания является фундаментальным свойством.
5. Если мой способ сознания является фундаментальным свойством, то апостериорный физикализм ложен (я определяю «физикализм» так, что любая форма физикализма утверждает, что мои сознательные состояния «супервентны» над природой фундаментальных физических сущностей, то есть являются надстройкой, реализуемой какими-то физическими процессами).
6. Вывод 2: a posteriori физикализм ложен.

Второй — таков:
1. Призраки мыслимы (и апостериорный физикалист должен согласиться с этой предпосылкой).
2. Если призраки мыслимы, то и призраки возможны.
3. Вывод 1: Призраки возможны.
4. Если призраки возможны, то мой способ сознания не является по существу состоянием высшего порядка.
5. Если мой способ сознания не является по существу состоянием высшего порядка, тогда апостериорный физикализм ложен (апостериорный физикализм желает отождествить фактические режимы сознания с функциональными или нейрофизиологическими состояниями; такие состояния выглядят существенно более высокого порядка, например, состояние, которое определяется в терминах миллиардов нейронов, должно быть реализовано нейронами, каждый из которых является более фундаментальным, чем нейрофизиологическое состояние, которое они составляют).
6. Вывод 2: a posteriori физикализм ложен.

Гофф считает, что этот аргумент, как и аргумент зомби, должен строиться и защищаться на том основании, что наша интроспекция несомненно безошибочна и полна. Чалмерс защищает это положение, апеллируя к идее, что ощущения не могут иметь разные первичные и вторичные содержания (то есть если нам кажется, что наши ощущения таковы-то, то они автоматически такие и есть). Гофф и Нида-Рамелин защищают то же положение, апеллируя к идее, что у людей есть «прозрачная концепция феноменальных свойств» (то есть они видят, автоматически полно и безошибочно знают, какими свойствам обладают их ощущения, а какими — не обладают, и если им кажется, что их ощущения — фундаментальный и атомарный процесс, которые не из чего более не состоит кроме самого себя, то так и есть):129, что противоречит наблюдаемым фактам и основанной на таковых эмпирической философии (опровержение аргументов зомби и призраков посредством указания на факт). Занимаемая Чалмерсом и Гоффом позиция известна также под названием «концепция двойного привилегированного доступа» в терминологии Райла.
Гофф также не рассматривает все ранее опубликованные (от Локка и Юма до Райла, и от Райла до Смарта, Метцингера, Каратерса, Деннетта и Франкиша) претензии к фактической и логической несостоятельности предположения о таких призраках, которых он описывает как «вообразимые», «возможные» и «эквивалентные его опыту», и на претензии к предположению о безошибочности знания свойств своих ощущений.
Гофф аргументирует возможность перехода между модальностями «мыслимо» и «возможно» с помощью введения «декартова принципа»: «поскольку концепция состоит из феноменальных свойств как феноменальных свойств — то есть с точки зрения того, каково это обладать ими — не может быть разрыва между мыслимостью и возможностью», то есть он постулирует корректность такого перехода потому, что он несомненен. Это является отсылкой к знаменитому спорному декартову принципу «если я мыслю что-то ясно и отчётливо, то оно есть и истинно».
Фактически, во всех случаях, предложенные выше аргументы строятся как иллюстрация интуитивного представления философов о том, что «тот факт, что у нас есть безошибочная и полная интроспекция» (безошибочное и полное представление о свойствах своих ощущений и их связи со всеми процессами и стимулами), «влечет за собой ложность любого апостериорного тождества физического и феноменального состояний». Именно это допущение, как отмечено выше, критикуется эмпирическими философами и учёными. Именно положение о неполноте и частичной ошибочности интроспекции людей о свойствах ощущений лежит в основе иллюзионистского подхода к объяснению свойств ощущений. Хотя само это указание на ошибку доверия интроспекции о феноменальных свойствах, которую совершают (по определению этой ошибки, принимая интроспекцию о свойствах ощущений за подлинные свойства ощущений, особенно — принимая отсутствие чего-то в интроспекции об ощущениях за отсутствие этого в процессах возникновения ощущений) философы вроде Чалмерса и Гоффа, появилось ещё раньше.

## Критика «аргумента зомби»

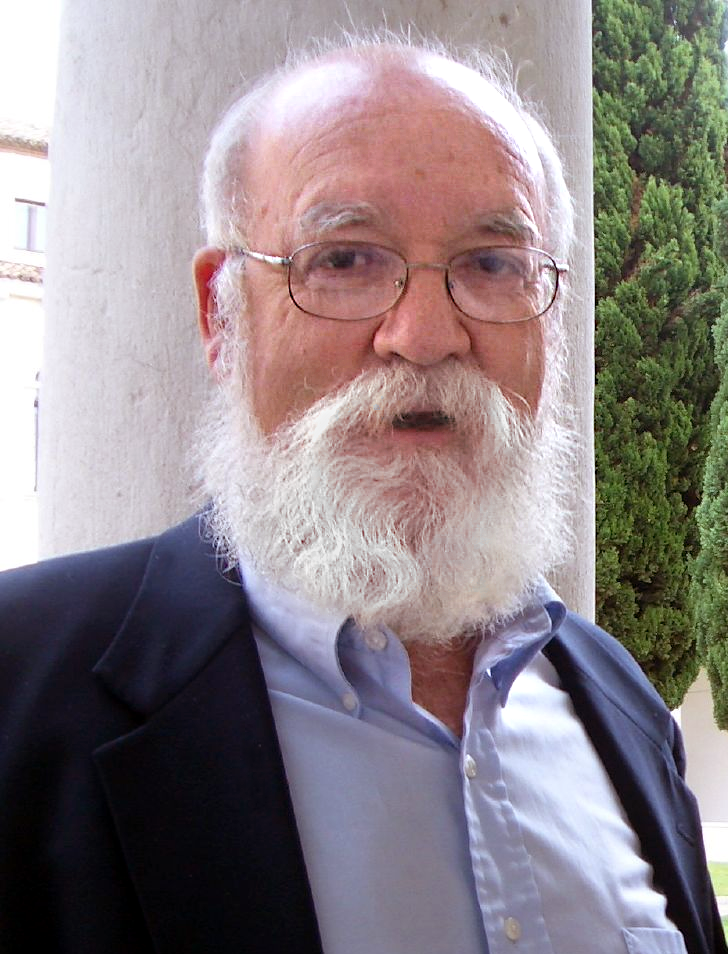
Дэниел Деннет

Дэниел Деннет — известный критик «аргумента зомби», так как полагает, что от него нет пользы в философских дискуссиях, оно основано на иллюзиях и противоречиво по природе, в той мере, в которой оно соотносится с понятием «человек». Хотя надо заметить, что сам Деннет в работе 1991 года «Объяснённое сознание» отзывался об идее «зомби», «как о чём-то хорошо известном и даже заявляет об „общем согласии среди философов“ в том, что „зомби являются или были бы такими людьми, которые демонстрируют совершенно естественное, сопровождаемое вниманием и речью, живое поведение, но при этом в действительности полностью лишены сознания, будучи чем-то вроде автоматов“».
Физикалист мог бы ответить на аргумент зомби несколькими способами. Большинство ответов отрицает посылку 2 (версии Чалмерса выше), то есть отрицают, что мир зомби возможен.
Однозначный ответ состоит в том, что идея qualia и соответствующие феноменальные представления сознания — не связанные понятия, и идея зомби является поэтому противоречивой. Дэниел Деннет и другие занимают эту позицию. Они утверждают, что хотя субъективный опыт, и т. д. существуют в некотором представлении, они не выступают как требования сторонника аргумента зомби; боль, например, не является чем-то, что может быть спокойно отделено от умственной жизни человека, не вызывая поведенческих или физиологических отклонений (расхождений). Деннет вводил термин «зимбо» (zimboes) («философские зомби», у которых есть убеждения второго порядка или «продвинутые механизмы самомониторинга»), чтобы утверждать, что идея философского зомби противоречива. Он утверждает: «Философам следовало бы поспешно оставить идею зомби, но так как они продолжают находиться в тесных объятиях, это даёт мне прекрасный случай, чтобы сосредоточить внимание на самой обольстительной ошибке в текущем размышлении.»
Подобным образом Томас Нагель утверждает, что понятие зомби неотъемлемо внутренне противоречиво: поскольку зомби, исключая различные предположения, ведут себя точно так, как обычные люди, они будут утверждать, что были сознательны. Томас настаивает, что любое толкование этого требования (то есть, взято ли оно, чтобы быть верным, ложным, или ни верным, ни ложным) неизбежно влечёт за собой или противоречие, или явную нелепость.
Занимая позицию физикализма, было нужно или полагать, что любой, включая себя, мог бы быть зомби, или что никто не может быть зомби — следование из утверждения, что собственная убеждённость в том, что зомби существуют (или не существуют) — продукт физического мира и поэтому не отличается от чьего-либо ещё. Этот аргумент был выдвинут Дэниэлом Деннетом, который утверждает, что «„зимбо“ сознательны, у них есть qualia, они переносят боли — они только „неправы“ (согласно этой грустной традиции) таким образом, каким ни один из них никогда не сможет обнаружить». В то время как утверждалось, что зомби метафизически невозможны согласно предположению о физикализме, также утверждалось, что зомби не мыслимы. Этот аргумент был выражен Дэниэлом Деннетом, который утверждает, что, «когда философы утверждают, что зомби являются мыслимыми, они неизменно недооценивают задачу концепции (или фантазии), и заканчивают тем, что вообразили кое-что, что нарушает их собственное определение».
По Деннету между людьми и «философскими зомби» вообще нет различий. Ведь сознания, которого якобы лишены зомби, просто не существует, а в том смысле, в каком оно существует, зомби вполне обладают им. Именно поэтому при желании всех людей можно назвать зомби.
Элиезер Юдковский выступил с критикой «аргумента зомби» и всей концепции «философского зомби» с позиций рационального знания. Он подчёркивает, что концепция «философского зомби» должна быть отброшена согласно и правилу конъюнкции вероятностей, и бритве Оккама — она менее вероятна, чем как минимум две более ранние философские концепции — вещественный дуализм и редукционизм. Юдковский указывает на полную нефальсифицируемость идеи «философского зомби», что исключает возможность проверки истинности или ложности этой концепции. Кроме того, он указывает на внутреннюю противоречивость рассуждений Чалмерса о действях человека и подобного ему «зомби».

### Проблемы со стороны контрфактической логики
Предложенная Чалмерсом аргументация является частным случаем «аргумента мыслимости», также известного как «требование метафизической возможности» или, более обще, является частным случаем «рассмотрения минимального контрфактического мира» (или минимального контрфактического сценария) — то есть в ней рассматривается мир или предмет, который «во всём точно такой же, как реально наблюдаемый предмет, но отличается одним-единственным свойством». Все такие рассмотрения имеют серьёзные логические проблемы — проблемы принципиальной неразрешимости.
Также, логическая неразрешимость является общей проблемой всех контрфактических сценариев (рассмотрения ситуаций «если бы было/существовало A, то было бы или имеет место B»). Такие сценарии содержат ложное (контрфактическое, не совпадающее с действительностью) «если» и ложное «то». Но это означает, что в функция истинности любого контрфактического сценария не является функцией истинности его составляющих. То есть, невозможно сказать, истинен ли «мыслимый» сценарий и вывод из него, даже если известно, истинны ли отдельные положения, предлагаемые этим сценарием. Это общая проблема рассмотрения контрфактической импликации (следования).
Поэтому для ответа на вопрос об истинности контрфактического высказывания нужно полагаться на другие методы, ведь истинность такого утверждения определяется не истинностью либо ложностью его составляющих, а связью по смыслу между ними, то есть если его консеквент может быть выведен из антецедента согласно какому-либо закону. Если же так сделать не удаётся, для вывода консеквента к антецеденту обычно необходимо присоединить совокупность определённых условий. Например, если рассмотреть предложение «Если бы данное зерно посеяли, то из этого зерна вырос бы колос», то можно увидеть, что консеквент следует из антецедента лишь при выполнении некоторого количества необходимых условий (что зерно было всхожим, что в почве было достаточно влаги, что проводился уход за посевами и т. д.). Та же проблема имеется у контрфактических сценариев типа альтернативной истории. Например, можно рассмотреть мир, где до определённого дня всё точно так же, как в нашем мире — но потом одно-единственное событие происходит иначе. Например, Кеннеди не убили. Дальше задаётся вопрос — что было бы? Но ответить на этот вопрос достаточно трудно. Другой пример — рассмотрение мира, в котором только один (то есть без изменений других параметров, связанных с ним) какой-то параметр отличается от имеющегося в нашем мире. Проблема заключается в том, что это логически возможно только в случае, если данный параметр не испытывает причинно-следственных влияний ни от чего и сам не оказывает причинно-следственных влияний ни на что. Но тогда рассмотрение такого сценария не может дать никакой новой информации. Если же рассматривать пример с историей, то для оценки истинности альтернативного сценария и выводов из него без дополнительных данных (кроме самого утверждения «если бы, …, то…»), требуется рассмотреть все возможные альтернативы и взаимосвязи, то есть требуется рассмотреть потенциально бесконечное количество контрфактических миров, чтобы оценить обоснованность или истинность вывода из рассмотрения одного такого мира. Но у людей нет когнитивной способности рассматривать все потенциально бесконечные множества возможных миров, и они не могут сравнивать все контрфактические альтернативы, взаимосвязи и пр., которые должны быть построены для оценки истинности воображаемого сценария и вывода из него..
Рассмотрение минимального контрфактического мира является привлекательным и убедительным для людей. Однако, на самом деле, такой мир либо логически невозможен — как в случае рассмотрения альтернативной физической реальности, соответствующей по своим изменениям именно минимально контрфактическому миру, либо логически неразрешим (невозможно оценить его истинность и обоснованность выводов из допущения о таковой) — как в вышеописанном рассмотрении альтернативной истории. Сама идея минимального контрфактического мира является, по мнению некоторых исследователей, логически шаткой и «чрезвычайно скользкой».

## Отражение в культуре
Теория о философском зомби обсуждается и обдумывается главным героем романа Виктора Пелевина S.N.U.F.F. Демьяном-Ландульфом Дамилолой Карповым. Вопрос о том, является ли искусственная женщина Кая, с которой сожительствует Дамилола, философским зомби, точнее «зимбо» так и не находит окончательного ответа в мыслях главного героя.